# Jakob-Zahl
Die Jakob-Zahl (nach Max Jakob, 1879–1955) ist eine dimensionslose Kennzahl der Thermodynamik. Sie dient zur Beschreibung der Wärmeübertragung bei Phasenübergängen. So ist sie z. B. beim Sieden das Verhältnis der thermischen Energie (früher fühlbare oder sensible Wärme genannt), die von der Flüssigkeit aufgenommen wird, zur Verdampfungsenthalpie (früher latente Wärme genannt), die vom Gas absorbiert wird.
In Abhängigkeit von der Temperaturdifferenz {\displaystyle \Delta T} lässt sich die Jakob-Zahl schreiben als:
{\displaystyle {\mathit {Ja}}={\frac {\Delta T\cdot c_{\mathrm {p} }}{h_{\mathrm {v} }}}}
Dabei ist
- {\displaystyle c_{\mathrm {p} }} die spezifische Wärmekapazität bei konstantem Druck
- {\displaystyle h_{\mathrm {v} }} die spezifische Verdampfungs- bzw. Kondensationsenthalpie, je nach Phasenübergang.

Die Jakob-Zahl nimmt meist relativ kleine Werte an. So gilt für eine Temperaturdifferenz von zehn Kelvin zwischen flüssigem Wasser an der Oberfläche eines Eisblocks und gefrorenem Wasser in seinem Inneren {\displaystyle {\mathit {Ja}}=0{,}058}.
Als Äquivalent zur Jakob-Zahl wird für Schmelzen bzw. Erstarren im Allgemeinen die Stefan-Zahl verwendet.